# Santa María de la Esperanza (título cardenalicio)
Santa María de la Esperanza es un título cardenalicio la Iglesia católica. Fue instituido por el Papa Juan Pablo II en 2001.

## Titulares
- Óscar Andrés Rodríguez Maradiaga, S.D.B. (21 de febrero de 2001)